# Comment rester écolo sans finir dépressif
Comment rester écolo sans finir dépressif est une non-fiction écrite en 2020 par la journaliste Laure Noualhat, parue aux éditions Tana.

## Résumé
Si l'éco-anxiété n'est pas reconnue comme une maladie par l'Organisation mondiale de la santé au moment où l'autrice écrit le livre, celle-ci démontre que l'anxiété due à l’écologie est de plus en plus présente.
Usant de son expérience personnelle, la journaliste Laure Noualhat explique ce qu'est éco-anxiété : d'où elle vient, comment elle se manifeste et comment elle influence le quotidien. Pour cela, elle part du principe constaté que cette anxiété ne part jamais complètement.
Usant des études, des témoignages et de son expérience, Laure Noualhat propose des outils pour diminuer ses effets ou, à défaut, mieux vivre avec. Par exemple, elle observe que l'action est un bon anxiolytique et qu'il convient d'éviter de s'isoler.

### Contexte
L'écologie a été, jusqu'au début de 2000, peu discutée par le grand public. Cependant, l'accentuation des catastrophes naturelles et la pandémie de Covid-19, conséquences directes et indirectes du réchauffement climatique, font que le sujet devient d'une part plus visible, d'autre part une inquiétude internationale.
La journaliste de l'environnement fait un constat aussi bien personnel que général : l'écologie est déprimante. Cela s'explique par la combinaison de la taille colossale du problème, de son urgence, du déni et/ou de la passivité de beaucoup d'individus et de la lenteur des actions officielles pour enrayer le processus.

### Plans
Le livre ce divise en deux grandes parties, la première s'intitule Tomber en écologie, la seconde Regrimper à la vie.
La première partie aborde les sujets autour de l'écologie et de l'anxiété qui en découle. Elle décrit comment l'anxiété écologique influence le quotidien de l'anxieux, mais aussi comment elle est perçu par le grand public et les spécialistes.
Dans la seconde partie, l'autrice donne des conseils pour mieux appréhender l'éco-anxiété : comme le bon-vivre (cuisine, fêtes, amitiés...).

## Critiques
Bien que l'ouvrage aborde deux sujets difficiles, l'écologie et la dépression, il est très apprécié par la critique pour deux raisons principales : l'humour omniprésent dans le texte et l’aspect très personnel du livre,. Ce livre est également apprécié pour encourager, malgré tout, à adhérer et agir en faveur de l'environnement.
Le document est l'une des références concernant l'éco-anxiété. Pour ce livre, l'autrice est invitée à des émissions sur le sujet, comme "Comment lutter contre l'éco-anxiété" dans Grand Bien Vous Fasse présenté par Ali Rebeihi sur France Inter.

## Citations
Parce que, comme on dit chez les Kennedy, on ne va pas se laisser abattre !
La souffrance écolo provient en partie d'un fossé entre l'être et le faire.
[La vie] reprendra ses éprouvettes et réarrangera son cadre de créativité. Savoir qu'elle nous survivra a quelque chose d'intersidéralement rassurant (ou non).
Des gens qui rigolent ne se laissent pas contrôler, contrairement à ceux qui dépriment ou s'enferrent dans la peur.